# دوري كرة القدم الإسكتلندي 1917–18
دوري كرة القدم الإسكتلندي 1917–18 (بالإنجليزية: 1917–18 Scottish Football League)‏ هو موسم من دوري كرة القدم الإسكتلندي. أشرف على تنظيمه اتحاد إسكتلندا لكرة القدم، وفاز فيه نادي رينجرز.